# Stanisławice (województwo małopolskie)

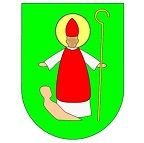
Nieoficjalny herb wsi Stanisławice

Stanisławice – wieś w Polsce w województwie małopolskim, w powiecie bocheńskim, w gminie Bochnia.
| SIMC    | Nazwa    | Rodzaj    |
| ------- | -------- | --------- |
| 0321945 | Bania    | część wsi |
| 0321968 | Podlesie | część wsi |
| 0321974 | Rębaczów | część wsi |
| 0321980 | Wypychów | część wsi |
| 0321997 | Wyryta   | część wsi |

W latach 1975–1998 miejscowość położona była w województwie krakowskim.
Reforma administracyjna Polski – reforma zmieniająca podział administracyjny Polski, która wprowadziła 3-stopniową strukturę podziału terytorialnego z dniem 1 stycznia 1999 roku umiejscowiła wieś Stanisławice w gminie Kłaj w powiecie wielickim. Rozporządzenie Rady Ministrów z dnia 22 lipca 2003 przeniosło wieś Stanisławice (1779,67 ha) z gminy Kłaj do gminy Bochnia z dniem 1 stycznia 2004.
Stanisławice położone są w dolinie Raby. Południowa granica wsi biegnie wzdłuż linii Raby, natomiast północną granicę Stanisławic stanowi Puszcza Niepołomicka. Przez wieś przebiegają arterie komunikacyjne: droga z Bochni przez Proszówki do Niepołomic,  linia kolejowa nr 91 Kraków Główny – Medyka z  przystankiem kolejowym oraz najważniejsza arteria – autostrada A4 łącząca zachodnią i wschodnią granicę Polski.